# (2878) Panacea
(2878) Panacea (1980 RX; 1938 UE) ist ein ungefähr 16 Kilometer großer Asteroid des äußeren Hauptgürtels, der am 7. September 1980 vom US-amerikanischen Astronomen Edward L. G. Bowell am Lowell-Observatorium, Anderson Mesa Station (Anderson Mesa) in der Nähe von Flagstaff, Arizona (IAU-Code 688) entdeckt wurde. Er gehört zur Eos-Familie, einer Gruppe von Asteroiden, die nach (221) Eos benannt ist.

## Benennung
(2878) Panacea wurde nach Panakeia, der Göttin des Heilens in der Griechischen Mythologie, benannt. Sie ist die Tochter des Asklepios, nach dem der Asteroid (1027) Aesculapia benannt ist; sowie die Schwester von Hygieia, Machaon und Podaleirios. Nach ihren Geschwistern sind die Asteroiden (10) Hygiea, (3063) Makhaon und (4086) Podalirius benannt. Die Benennung wurde vom Entdecker Edward L. G. Bowell nach einer Empfehlung des belgischen Mathematiker, Astronomen und Autoren Jean Meeus vorgenommen.